# Et al.
et al., selten ausgeschrieben et alii (Maskulinum), et aliae (Femininum) oder et alia (Neutrum), ist lateinisch und bedeutet „und andere“. Die entsprechende deutsche Abkürzung ist „u. a.“ Es wird vor allem in wissenschaftlichen, bibliografischen und juristischen Texten verwendet, wenn nicht alle beteiligten Personen (Autoren, Kläger, Beklagte) genannt werden sollen, wollen oder können: „Müller et al.“ meint dann „Müller und die anderen Autoren“.
Üblicherweise werden in einem Literaturverzeichnis bzw. einer Bibliografie alle Autoren ausgeschrieben, in der Quellenangabe hinter dem Zitat oder der inhaltlichen Behauptung jedoch nur die ersten Autoren (ohne Vornamen) und das Jahr (Autor-Jahr-Zitierweise, auch „Harvard-Zitat“ genannt). Hierbei werden bis zu zwei Autoren meist ausgeschrieben, ab dann jedoch nur der erste mit dem Zusatz. Im deutschen Raum werden oft auch drei Autoren noch ausgeschrieben. Die Reihenfolge ist dabei die im Werk verwendete und nicht die alphabetische. Auf einen Artikel mit über drei Autoren kann im Text zum Beispiel mit „Müller et al. 1999“ verwiesen werden. 
Manchmal (beispielsweise in den Naturwissenschaften) gibt es Arbeiten mit sehr vielen Autoren (vgl. die Publikationen zum Humangenomprojekt), dann kann auch in der Bibliografie nach dem zwölften Autor (oder nach dem 20. Autor, je nach Zitierstil) ein et al. benutzt werden.
Das Maskulinum findet korrekte Anwendung bei Gruppen aus Männern und Gruppen aus Männern und Frauen, während die Femininum-Form nur dann korrekt ist, wenn es sich bei den anderen ausschließlich um Personen weiblichen Geschlechtes handelt. Das Neutrum (Plural) et alia würde grammatisch korrekt nur bei einer Aufzählung unbelebter oder geschlechtsloser Objekte angewendet werden, jedoch ist es als geschlechtsneutrale Alternative gebräuchlich.
et al. ist auch die Abkürzung für et alteri, „und die jeweils anderen“ (von insgesamt zwei Gruppen), während et alii die Pluralform des Maskulinums von et alius ist: „und andere“ (allgemein im Sinn von mehreren). Zur Angabe weiterer Autoren erscheint et alteri nicht sinnvoll.